# Уральский диксиленд
«Уральский диксиленд» — с 2018 года «Уральский диксиленд Игоря Бурко» — один из старейших ансамблей традиционного джаза на постсоветском пространстве, участник международных джазовых фестивалей в России и за рубежом.
Создан в 1969 году на базе Челябинской государственной филармонии. Основатель и художественный руководитель коллектива — джазовый музыкант, трубач Игорь Бурко.
С 2018 года художественный руководитель — джазовый музыкант, гитарист Валерий Сундарев.

## 1970-е. Ранний период

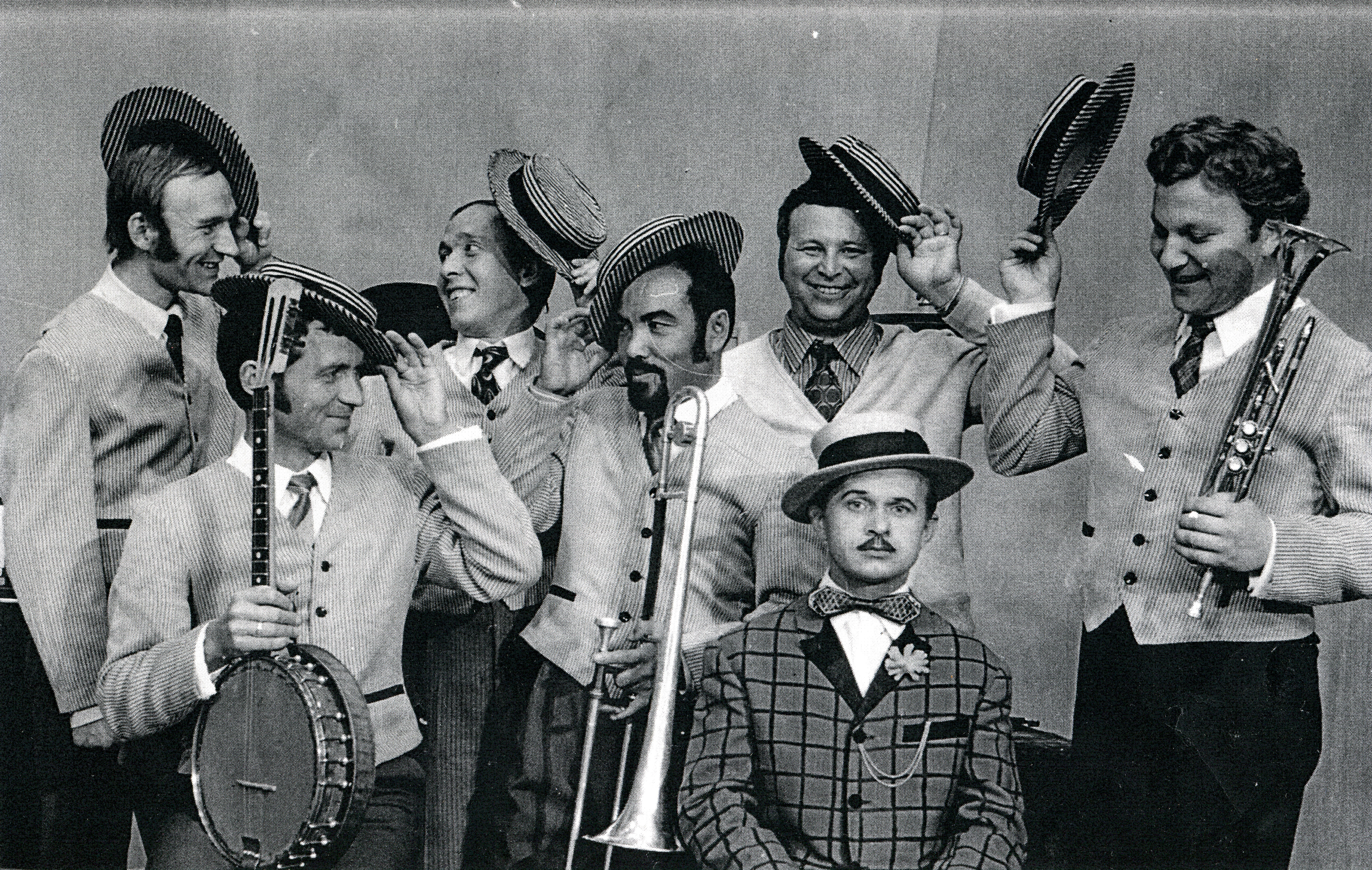
Ансамбль «Уральский диксиленд», 1970-е гг.

В первые годы существования, вплоть до 1979 года, ансамбль был частью эстрадного коллектива «Южный Урал». На сольный концерт диксиленд ещё не получил соответствующей тарификации — официально назначенной отдельной концертной ставки за выступление джазового состава.
«Как может джаз звучать в филармонии? – говорили мне. – О самостоятельном джазовом коллективе и речи не может быть! Тогда я придумал такой ход: собрал эстрадный ансамбль «Южный Урал». В этом составе из восьми музыкантов и был «спрятан» диксиленд. В рамках большой концертной программы «Южного Урала» мы играли джаз».Игорь Бурко
В первый состав диксиленда вошли кларнетист Валерий Софин, тромбонист Николай Топчий, гитарист Виктор Харлапанов, бас-гитарист Юрий Торгашов, барабанщик Борис Савин, пианист Анатолий Дресвянкин и трубач Игорь Бурко.
Алгоритм концертов многие годы выстраивался так: первое отделение полностью отдавали эстраде, а второе — джазу. Эстрадную часть репертуара «Южного Урала» наполняли выступлениями певцов, танцовщиков, цирковых артистов. В джазовой части исполняли пьесы в стиле диксиленд, шлягеры из репертуара Луи Армстронга, Кенни Болла, джазовые обработки советских и русских, украинских народных песен.
Как утверждает первый историограф «Уральского диксиленда» джазмен Станислав Бережнов, значительный успех пришёл к ансамблю в 1972 году, когда на II Всероссийском конкурсе артистов эстрады в Москве коллектив наградили званием дипломанта, а за выступление с солистом Челябинской филармонии Виктором Мамоновым — отметили как лучший аккомпанирующий ансамбль.
В 1975 году на роль музыкального руководителя ансамбля Игорь Бурко пригласил тромбониста, контрабасиста, аранжировщика Олега Тергалинского, который нарастил духовую секцию до шести человек: Игорь Бурко и Юрий Клишин — трубы, Валерий Софин — альт-саксофон, Фердинанд Беккер — тенор-саксофон, Борис Вардугин — баритон-саксофон, Виктор Королёв — тромбон.

В обновлённом составе «Уральский диксиленд» в том же 1975-м отправился в Москву, где дал серию концертов в «Зеркальном театре» в московском саду «Эрмитаж». Вместе с челябинским ансамблем в одной программе выступали молодые московские артисты Геннадий Хазанов, Клара Новикова, дуэт пантомимистов-танцоров Натальи и Олега Кирюшкиных, дуэт эксцентриков Екатерины и Вячеслава Трояновых, а также оркестр Московского театра эстрады. Об этих гастролях с восторгом писала пресса. 
В концертной программе столичного театра эстрады «Молодое лето» выступлению коллектива Челябинской филармонии было отдано всё второе отделение. Десять вечеров зрители аплодировали челябинцам.«Челябинский рабочий»
В 1978 году музыкальным руководителем ансамбля стал пианист, композитор и аранжировщик Олег Плотников, который попытался осовременить саунд коллектива, добавив в репертуар пьесы в стиле джаз-рок. Творческие поиски ансамбля Плотников направлял «на попытки синтеза современного мелодического материала и ритмики „диксиленда“». Однако новация не прижилась.
В 1978 году «Уральский диксиленд» впервые принял участие во Всесоюзном фестивале джазовой музыки в Тбилиси.
В 1979 году на Всесоюзном конкурсе артистов эстрады в Ленинграде ансамбль получил звание дипломанта, а Игоря Бурко назвали лучшим инструменталистом. Доказав свою творческую состоятельность, коллектив с этого времени получил право выступать с сольными концертами.

## 1980-е. Начало международных гастролей
Состав «Уральского диксиленда» неоднократно менялся. К началу 1980-х годов в нём, помимо Бурко и Плотникова, играли банджист и певец Сергей Носков, барабанщик Андрей Макаров, басист Сергей Узких, кларнетист и альт-саксофонист Вячеслав Шашков, тромбонист Наиль Загидуллин.
С 1981 по 1984 год из-за проблем со здоровьем коллектив покинул Игорь Бурко. В этот период он работал заместителем директора Челябинской филармонии, был администратором эстрадного певца Валерия Леонтьева. Вместо Бурко на трубе в диксиленде играл трубач Григорий Школьник. С ним ансамбль принял участие в IX Московском фестивале джазовой и эстрадной инструментальной музыки «Джаз-84», где выступал вместе с мастерами отечественного джаза — оркестром Олега Лундстрема, оркестром «Современник» Анатолия Кролла, джаз-ансамблем «Каданс» Германа Лукьянова, ростовским оркестром Кима Назаретова и другими. На фестивале челябинский бэнд назвали «коллективом, представляющим в советском джазе весь уральский край»
Тогда же в первой половине 1980-х «Уральский диксиленд» участвовал в программе «Джаз плюс джаз» в концертном зале Олимпийской деревни. Сценарий для театрализованного концерта под названием «Звуки джаза» (созвучным популярной пьесе Александра Цфасмана) написал Алексей Баташёв. Впоследствии это представление с элементами шоу и юмора показали во многих городах страны.
<В проекте «Джаз + Джаз»>… на сцене сводились, почти как дуэлянты, два или более музыкантов, выступающих то по очереди, то вместе, то с другими приглашенными джазистами. Принять участие в одном из таких концертов, в 1983 году, Баташёв пригласил меня и Игоря Тертычного – с одной стороны и «Уральский диксиленд» – с другой. Кроме того, в концерте принимали участие Виталий Клейнот и нашумевший тогда в Москве скрипач, выпускник козыревской студии Федя Левинштейн. Музыкальная встреча прошла весело и вполне достойно, а «Уральский диксиленд» Плотникова показал себя очень профессиональным составом. Я их слышал впервые и слегка позавидовал тому, что ребята хорошо срепетированы, чувствуется серьёзная работа, интересные оркестровки, хотя и чуть «эстрадные». Такие уже могли давать концерты в любой аудитории, в больших залах, что они и делалиМосковский энтузиаст джаза, музыкант и фотодокументалист Михаил Кулль, книга «Ступени восхождения»

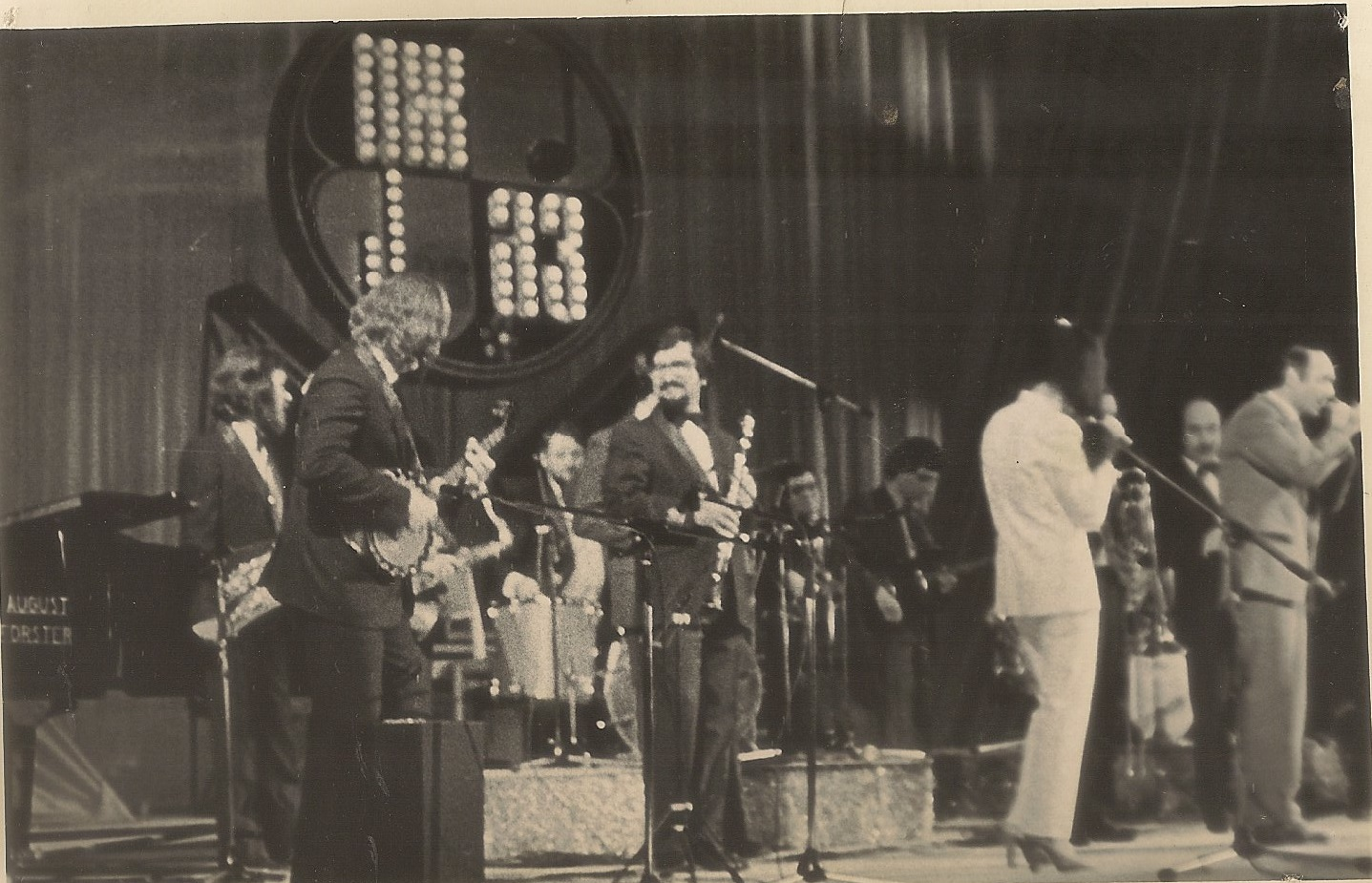
«Уральский диксиленд» на джазовом фестивале в Москве, 1983 год, Любительское фото

В 1984 году «Уральский диксиленд» впервые выехал в Германскую Демократическую Республику, где его тепло приняли немецкие любители музыки. Коллектив участвовал в международной телевизионной музыкальной программе «Rund» в Потсдаме. В 1986-м стал лауреатом международного фестиваля диксилендов в Дрездене. В 1987 году на гастрольной карте ансамбля появилась Чехословакия, а фирма «Мелодия» выпустила первый долгоиграющий диск «Уральского диксиленда» «Вернись домой, Билл-Бэйли», программный для творческой концепции коллектива. На нём были записаны произведения титанов раннего джаза — Луи Армстронга («Two Deuces»), Дюка Эллингтона («Creole Love Call»), Джозефа «Кинга» Оливера («West End Blues»), Ника Ла Рокки («Fidgety Feet»), Лью Поллака («That's a Plenty») и другие. Звучит и собственное сочинение — «Дуэт-блюз» Олега Плотникова.
Интересно, что этот релиз не был для ансамбля дебютным. Первая официальная запись «Уральского диксиленда» вышла в ГДР в 1986 году, когда был издан лонгплей с избранными записями концертов XV и XVI фестивалей диксилендов в Дрездене. Среди коллективов из Шотландии, Швейцарии, ГДР, Чехословакии, Швеции, Италии, Югославии и Дании на пластинке были представлены два советских состава — «Ленинградский диксиленд» и «Уральский диксиленд».
В 1989 году ансамбль получил ангажемент в Нидерландах. Вначале челябинские музыканты выезжали на короткие гастроли на полмесяца, выступали в разных странах Европы и возвращались домой. Масштаб некоторых концертов впечатляет: на ХХ Международном фестивале диксилендов в Дрездене в 1990 году «Уральский диксиленд» оказался в числе 26 ансамблей из 18 стран. Журнал «Джаз» назвал событие историческим: число зрителей приблизилось к ста тысячам человек.

## 1990-е. Работа в Европе
В 1991 году в Нидерландах «Уральский диксиленд» записал свой первый компакт-диск «With Jazz From Russia». Специально для европейского слушателя изменили название коллектива на «Uralski All Stars». Материал альбома составили преимущественно диксилендовые пьесы: Кида Ори («Ory's Creole Trombone»), Кларенса Уильямса («Cake Walking Babies from Home», «Royal Garden Blues») и другие. Внесли русский национальный колорит, аранжировав в джазовом ключе популярный романс Александра Гурилёва «Однозвучно гремит колокольчик», народную «Травушку-муравушку». Пластинка попала в руки к опытному музыкальному менеджеру Саше ван Эсдонк, благодаря ей работа «Уральского диксиленда» в Европе получила продолжительный характер. Согласно контрактам ансамбль ездил с концертами по Нидерландам, участвовал в джазовых фестивалях, включая специализированные фестивали диксилендов. По словам Олега Плотникова, традиционный джаз в Европе в то время был востребован: в начале 1990-х только в Нидерландах диксилендовых оркестров насчитывались тысячи.

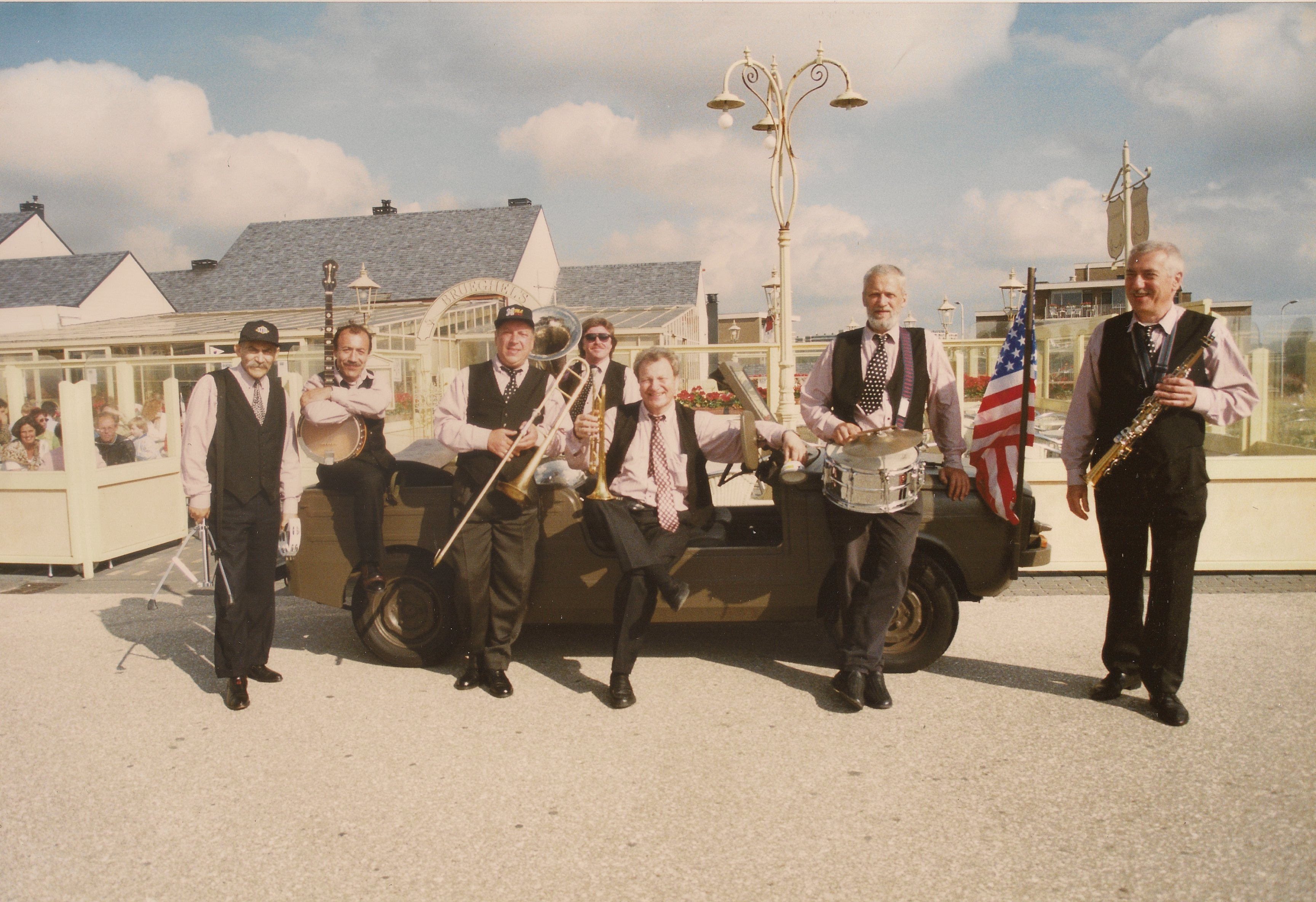
Ансамбль «Уральский диксиленд» в Гааге, 1990е гг. Слева направо: Аркадий Эскин (фортепиано, Минск), Олег Ерёмин (банджо, Санкт-Петербург), Валерий Заварин (тромбон, Санкт-Петербург), Владимир Риккер (контрабас, Челябинск), Игорь Бурко (труба, Челябинск), Борис Савин (барабаны, Челябинск), Евгений Ханутин (саксофон, кларнет, Челябинск)

После распада СССР, в годы всеобщих экономических и политических перемен, «Уральский диксиленд» переживал свой внутренний кризис. Серьёзные разногласия возникли между Игорем Бурко, Олегом Плотниковым и остальными музыкантами ансамбля. Конфликт привёл к тому, что Бурко решил покинуть коллектив. В 1994 году он возвратился в Челябинск и собрал новый состав «Уральского диксиленда», в который пригласил гитариста Валерия Сундарева, кларнетиста Евгения Ханутина, уже игравших в оркестре в конце 1970-х годов контрабасиста Владимира Риккера, барабанщика Бориса Савина, а также тромбониста Валерия Заварина из Санкт-Петербурга и пианиста Аркадия Эскина из Минска. Тем временем в декабре 1994 года джазовый ансамбль Олега Плотникова подал иск в нидерландский суд. В иске отмечались «незаконное присвоение и попытка использования названия торговой марки „Уральский джаз-бэнд“ трубачом оркестра Игорем Бурко и голландским менеджером госпожой Сашей ван Эсдонк». В феврале 1995 года в Челябинск пришло постановление суда: 
Суд Королевства Нидерландов признал права Игоря Бурко – «Уральский диксиленд» остаётся уральским… Так как после ухода Бурко из коллектива не имел места раздел имущества (автобус, аппаратура), члены коллектива не могут запретить Бурко использование названия коллектива, и Бурко имеет полное право присвоить название «Уральский джаз-бэнд» с другими членами своего коллектива.
Джазовое сообщество Челябинска также поддержало Игоря Бурко и его коллег. Муниципальный джазовый центр под руководством Станислава Бережнова предоставил новому «Уральскому диксиленду» репетиционную базу, пригласил в апреле 1995 года участвовать в Международном фестивале «Джаз-Транзит»
В. Сундарев, играющий вместе с А. Эскиным в своём квартете и особенно блиставший на «сейшне», просто прыгнул выше собственной головы и поразил видавших многое американских джазменов. На своём высоком профессиональном уровне выступили «Стандарт-джаз-бэнд» и «Уральский диксиленд»«Челябинский рабочий», итоговый обзор фестиваля «Джаз-Транзит-95»
Дебютную четырёхчасовую программу «Уральский диксиленд» репетировал два месяца. Репертуар требовался разносторонний, пригодный для исполнения на большой сцене и в клубах в России и за рубежом. Помимо традиционного джаза, готовили так называемый «русский блок»: джазовые обработки русских народных и популярных городских песен. 

Первое голландское выступление коллектива прошло в Амстердаме. Помимо городов Нидерландов музыканты выступали также в Бельгии, Швеции, Германии, Англии, Франции, Ирландии. В 1996 году приняли участие в известных фестивалях — North Sea Jazz Festival (Нидерланды), Brecon Jazz Festival" (Великобритания). По словам Игоря Бурко, ансамбль находился в состоянии творческого подъёма, постоянно общался с выдающимися европейскими и американскими джазменами: Джоном Маклафлином, Диззи Гиллеспи, Артом Фармером, Скоттом Хэмилтоном, Крисом Барбером. Подготовил концертную программу с Гаагским любительским хором уральских казаков.
Результатом первого года работы стали два альбома — «Russia Meets America» (Голландия, CD, 1995) и «America Meets Russia» (Голландия, CD, 1995), которые записали под Амстердамом на Студии 88 (Studio 88) в городе Хильверсюме. Диски привлекли внимание джазовой критики, получили оценку как «джаз с очень русским духом».
Альбом "Russia Meets America" энергичный, мелодичный, приправлен юмором и, главное, очень эмоционален. Они технично, виртуозно играют, особенно на медных духовых, прекрасный групповой вокал звучит в стиле русского мужского хора. Яркие номера русской народной музыки под бит диксиленда делают альбом лёгким и приятным для прослушивания… Игра самого Бурко мощная, дикая и захватывающая в пьесе «Очи чёрные», во впечатляющей и необычной аранжировке темы «King of the Zulus»Jazz Journal
На одном из выступлений на «Уральский диксиленд» обратил внимание британский джазовый трубач и певец Нэт Гонелла. В одном из джазовых клубов Лондона ему предложили спеть под аккомпанемент оркестра из России. Впоследствии вместе с певицей Бэрил Брайден Гонелла принял участие в записи пластинки «Oh Mo’nah» (Нидерланды, CD, 1997).

## В новом веке. Отечественные проекты

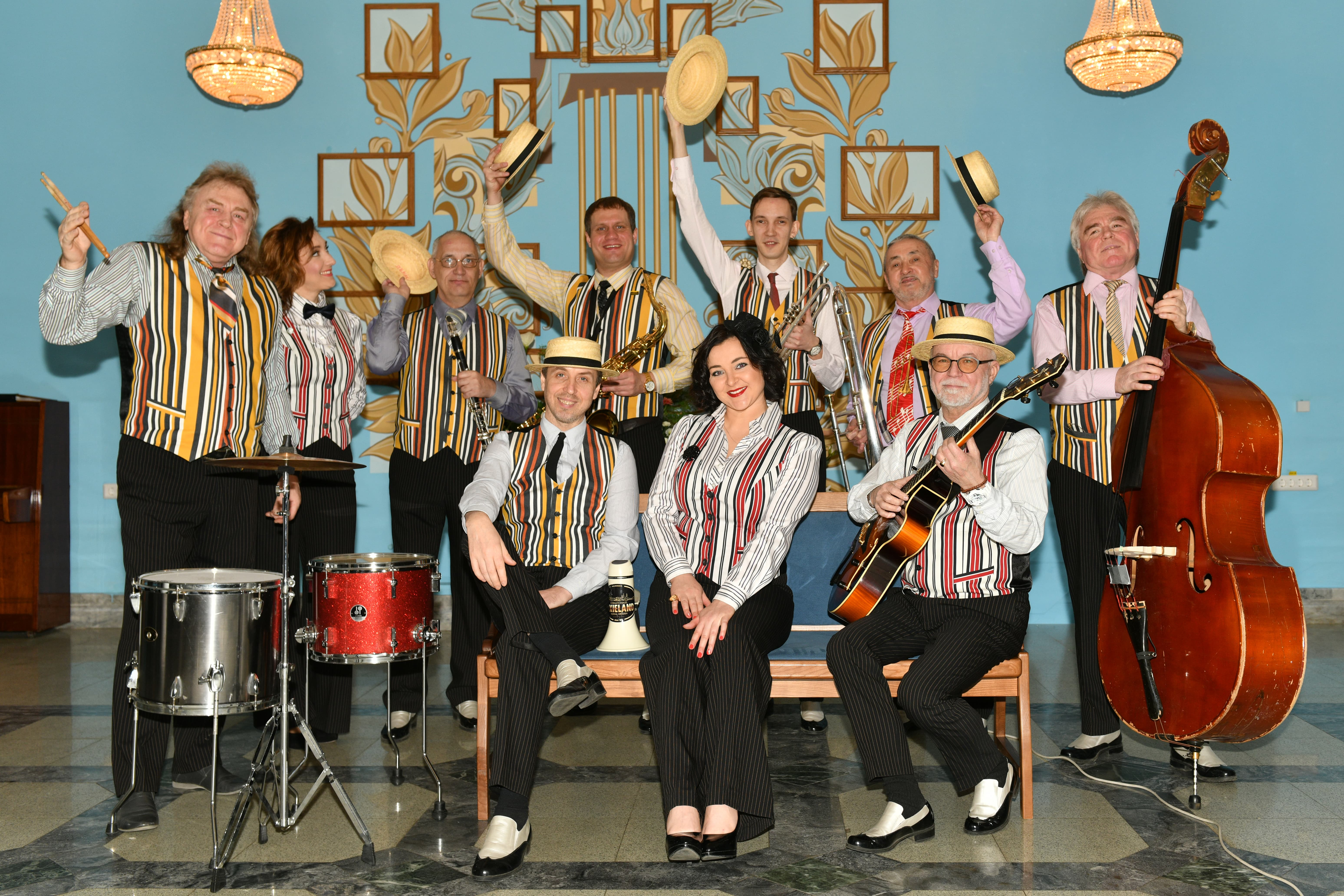
Ансамбль «Уральский диксиленд», 2018 г.

В 1999 году «Уральский диксиленд» вернулся в Челябинск, где получил статус городского муниципального учреждения культуры. Не прерывая постоянной концертной деятельности ансамбля, в 2000 году Игорь Бурко при поддержке Челябинской городской администрации, Челябинской государственной филармонии основал международный джазовый фестиваль «Какой удивительный мир». «Слоганом» форума стали строки из песни Боба Тиэла и Джорджа Вайса «What a Wonderful World». Определённую роль в концепции фестиваля сыграли и стилистические ориентиры «Уральского диксиленда», исполняющего преимущественно традиционный джаз. «Какой удивительный мир» проводится в Челябинске и в настоящее время, включает концерты исполнителей из России, США, стран Европы, которые проходят в театрах, в филармонии, на уличных сценах. Кульминация фестиваля — массовый стрит-парад с участием всех музыкантов, горожан и представителей средств массовой информации.
За заслуги по организации джазовой жизни в городе, за создание джаз-оркестра «Уральский диксиленд» Игорь Бурко в 2002 году был отмечен званиями заслуженного артиста России, в 2009 году — народного артиста России.
Состав коллектива Бурко снова претерпел изменения. В 2001 году вернувшийся из Нидерландов участник прежнего «Уральского диксиленда» тромбонист Наиль Загидуллин заменил Валерия Заварина. Партии кларнета и саксофона вместо Евгения Ханутина с 2002 года стал исполнять приехавший из Таиланда Алексей Тимшин. Как секстет: Игорь Бурко, Валерий Сундарев, Владимир Риккер, Борис Савин, Наиль Загидуллин, Алексей Тимшин — «Уральский диксиленд» проработал до 2006 года, продолжил гастрольную деятельность по стране, выступал в Москве, Санкт-Петербурге, Нижнем Новгороде, Самаре, Омске, Тюмени, Екатеринбурге, Перми, Оренбурге, Саранске, Тольятти, Кирове, Анапе, Краснодаре, Якутске, Томске, Норильске и других. «Российскими звёздами мирового джаза» назвал музыкантов народный артист России Анатолий Кролл, пригласив коллектив на свой одноимённый фестиваль в Москву.
За рубежом «Уральский диксиленд» представлял Россию на фестивалях «Славянский базар» (Белоруссия, 2005), «Джаз-Бомонд» (Казахстан, 2007, 2012, 2014, 2015, 2017). В конце 2005 года вместе с давними друзьями и коллегами — «Ленинградским диксилендом» — проехал с гастролями по городам Израиля (Хайфа, Назарет, Иерусалим, Нетания, Кармиэль, Тель-Авив, Беэр-Шева).
В октябре 2006 года скоропостижно скончался старейший участник ансамбля, барабанщик и певец Борис Савин. На следующий год в день рождения Савина, 14 января 2007-го, Игорь Бурко организовал большой концерт, назвав его «Памяти друзей». Собравшись на сцене Челябинской филармонии, местные музыканты и специально прибывший из Москвы Анатолий Кролл посвятили свои номера тем, кто в разные годы внёс вклад в музыкальное искусство Челябинска. Концерт стали проводить ежегодно, со временем он превратился в локальный джазовый фестиваль
Бориса Савина в «Уральском диксиленде» заменил барабанщик Виктор Риккер. Изменения произошли и в духовой секции. В 2009 году Алексей Тимшин вновь получил приглашение играть в интернациональном джазовом составе в Таиланде. На смену ему пришли два инструменталиста — Сергей Пеньков (кларнет, альт-саксофон) и Дмитрий Перминов (тенор- и баритон-саксофон). Тогда же, в 2009-м в составе появилась певица — выпускница Челябинской академии культуры и искусств Кристина Рыжковская. В 2011 году в ансамбль приняли второго трубача Ивана Пона. В 2014-м в «Уральском диксиленде» снова зазвучало фортепиано — в коллектив пришёл пианист Антон Бугаев, через два года его заменил Константин Щеглов. Основной концертной площадкой «Уральского диксиленда» стал Концертный зал им. С. С. Прокофьева, одной из излюбленных форм встречи со слушателями — концерт-бал. Вместе ансамблем в России стали выступать зарубежные артисты — американская певица Дениз Перье, британский певец Джон Даунс, испанская блюзовая певица Биг Мама Монтсе и многие другие.

В 2009 году коллектив столкнулся с проблемой: Челябинская городская Дума приняла решение ликвидировать три муниципальных учреждения культуры: театр «Манекен», биг-бэнд «Джаз-Академия» под управлением Станислава Бережнова и «Уральский диксиленд». В качестве причины назвали дефицит средств в муниципальном бюджете и предложили коллективам перейти на «самоокупаемость». Бурко выразил опасения, что его оркестр просто прекратит существование: 
Мне 65 лет, вряд ли я соберу ещё раз такой звёздный состав. А ведь на нашем творчестве растёт молодёжь: и музыкальная, и просто горожане. К примеру, на каждый джазовый фестиваль мы приглашаем творческие коллективы из области. Для них участие в таком празднике – мощный стимул для работы на весь следующий год. Есть хороший биг-бэнд в Снежинске. Эти ребята учились музыке на наших записях. Что сейчас будет с ними и теми, кто только решил заниматься джазом? <…> Я начал играть музыку, когда нынешние руководители города ещё пешком под стол ходили. И никто не сможет упрекнуть меня и моих ребят в том, что мы утратили хотя бы каплю профессионализма
.
Несмотря на трудности, Игорь Бурко сумел организовать празднование 40-летия «Уральского диксиленда», которое прошло на сцене Челябинского театра драмы имени Наума Орлова. В большом праздничном концерте приняли участие народные артисты России Анатолий Кролл, Давид Голощёкин, Георгий Гаранян, Игорь Бриль, Алексей Кузнецов, заслуженный деятель искусств России Владимир Фейертаг и другие.
В 2010 году «Уральский диксиленд» вошёл в штат Челябинской филармонии. Коллектив не снизил интенсивность гастрольной и концертной деятельности, через год, в 2011-м, представил премьеру симфоджазовой программы «Джаз + Классика» с участием Камерного оркестра под управлением заслуженного артиста России Адика Абдурахманова «Классика».
«Просвещение, развлечение и введение в хрестоматийный контекст традиционного джаза», — так охарактеризовал Кирилл Мошков выступление «Уральского диксиленда» в 2013 году на фестивале «Акваджаз» в Сочи. По мнению Валерия Сундарева, акцент на старые пьесы диксиленд в репертуаре выгодно отличал ансамбль из Южного Урала от остальных участников.
В 2014 году «Уральский диксиленд», вдохновлённый 80-летним юбилеем кинокомедии Григория Александрова «Весёлые ребята», выпустил новую одноимённую концертную программу. Эту премьеру и последующий большой праздничный концерт приурочили к значимым датам года — 45-летию коллектива и 70-летию его основателя. Оба события имели успех. Зал челябинской филармонии был переполнен, Игоря Бурко чествовали коллеги, представители власти. Внимание публики не ослабло даже несмотря на рекордную продолжительность юбилейного вечера — четыре часа.
В 2017 году ансамбль впервые после долгого перерыва выехал на зарубежные гастроли, участвовал в 47-м Международном фестивале диксиленда в Дрездене. На форум приехало 36 коллективов из Германии, Дании, Великобритании, Нидерландов, Португалии, Швеции, Швейцарии, Венгрии и других стран. «Уральский диксиленд» был единственным представителем России.
Игорь Бурко до последних дней жизни сохранял творческую активность, готовился к проведению очередного фестиваля «Какой удивительный мир», но 4 марта 2018 года джазмен скоропостижно скончался. В память о нём коллектив отныне носит название «Уральский диксиленд Игоря Бурко». Его художественным руководителем стал гитарист, композитор, аранжировщик Валерий Сундарев. Под его началом ансамбль в 2018 году принял участие в крупных джазовых фестивалях в Латвии, Болгарии, Сербии, Израиле. В 2019-м на сцене Челябинской филармонии представил новую программу «Песни о родине», посвящённую музыке уральских авторов Евгения Родыгина, Валерия Ярушина, Сергея Шарикова, Олега Кульдяева, Олега Митяева и др. В завершении 2019 года там же, в Концертном зале им. С. С. Прокофьева, в честь своего 50-летия ансамбль дал большой праздничный концерт. Среди его гостей были джазовые музыканты из Москвы, Санкт-Петербурга и Екатеринбурга: Давид Голощёкин, Максим Пиганов, Алексей Подымкин, Константин Гевондян, Пётр Востоков, Лев Орлов, молодёжный ансамбль «Kickin' Jass Orchestra».
В 2020-м появилась программа-трибьют творчеству американского джазового гитариста и вокалиста Джона Пиццарелли «From Duke to Beatles». Её наполнили новыми интерпретациями джазовых и эстрадных стандартов Дюка Эллингтона, Пола Маккартни, Джона Леннона. Тогда же во время карантина, связанного с пандемией коронавируса, участники «Уральского диксиленда» Валерий Сундарев и Наталья Риккер организовали онлайн-дискуссию на тему «Что такое джазовая импровизация? Мифы и правда». Их собеседниками стали директор музыкального факультета Университета Луисвилла — Школы Джейми Эберсолда, профессор, джазовый саксофонист Майкл Трейси, консул по культуре Генерального консульства США в Екатеринбурге Мэтью Томпсон и джазовый саксофонист и педагог Самир Камбаров. С помощью новейшей системы видеоконференцсвязи, предоставленной Министерством информационных технологий Челябинской области, джазовым музыкантам России и США удалось не только пообщаться, но даже поиграть вместе! В истории челябинского джаза эксперимент одновременного джазового музицирования онлайн был проведён впервые.

## Современный состав ансамбля «Уральский диксиленд»
- Валерий Сундарев — гитара, банджо, вокал, художественный руководитель
- Виктор Риккер — барабаны, перкуссия
- Станислав Бернштейн — контрабас, бас-гитара
- Наиль Загидуллин — тромбон, вокал
- Дмитрий Перминов — саксофон, кларнет
- Александр Колосов — саксофон, кларнет
- Иван Пона — труба, флюгельгорн
- Константин Щеглов — фортепиано, аккордеон, мелодика
- Мария Болотина — вокал
- Наталья Риккер — ведущая концертов и фестивалей, директор

## Дискография
- «Internationales Dixieland Festival — Dresden 1985/86» (ГДР, LP, 1986)
- «Вернись домой, Билл Бэйли» (СССР, LP, 1987)
- «Jazz From Russia» (Нидерланды, CD, 1991)
- «Russian Roulette» (Нидерланды, CD, 1993)
- «Russia Meets America» (Нидерланды, CD, 1995)
- «America Meets Russia» (Нидерланды, CD, 1995)
- Igor Bourco’s Uralsky Jazzmen feauturing Beryl Bryden & Nat Gonella. «Oh Mo’nah!» (Нидерланды, CD, 1997)
- Вейсэ-джаз’2003 (Россия, CD 1,2; 2004)
- Internationales Dixieland Festival Dresden. The best sound of the festival 2017 (Германия, CD; 2017)
- «Favorites» (Россия, CD, 2018)
- «От Москвы до Рио» (Россия, 2LP, 2020)[30]
- «Уральский диксиленд» feat. Олег Аккуратов. «Merry Christmas! Счастливого Рождества!» (Россия, 2LP, 2021)
- «From Duke To Beatles. Tribute To John Pizzarelli» (Россия, 2LP, 2022)
- «Леонид Пташка & Уральский диксиленд Игоря Бурко» (Россия, EP, 2022)
- «Песни о Родине» (Россия, EP, 2024).